# Griffone

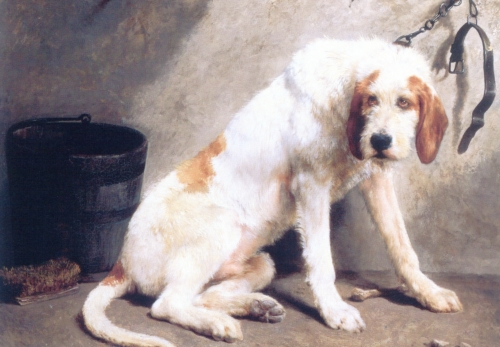
Gran Griffone di Vandea - ritratto di Rosa Bonheur, XIX secolo.

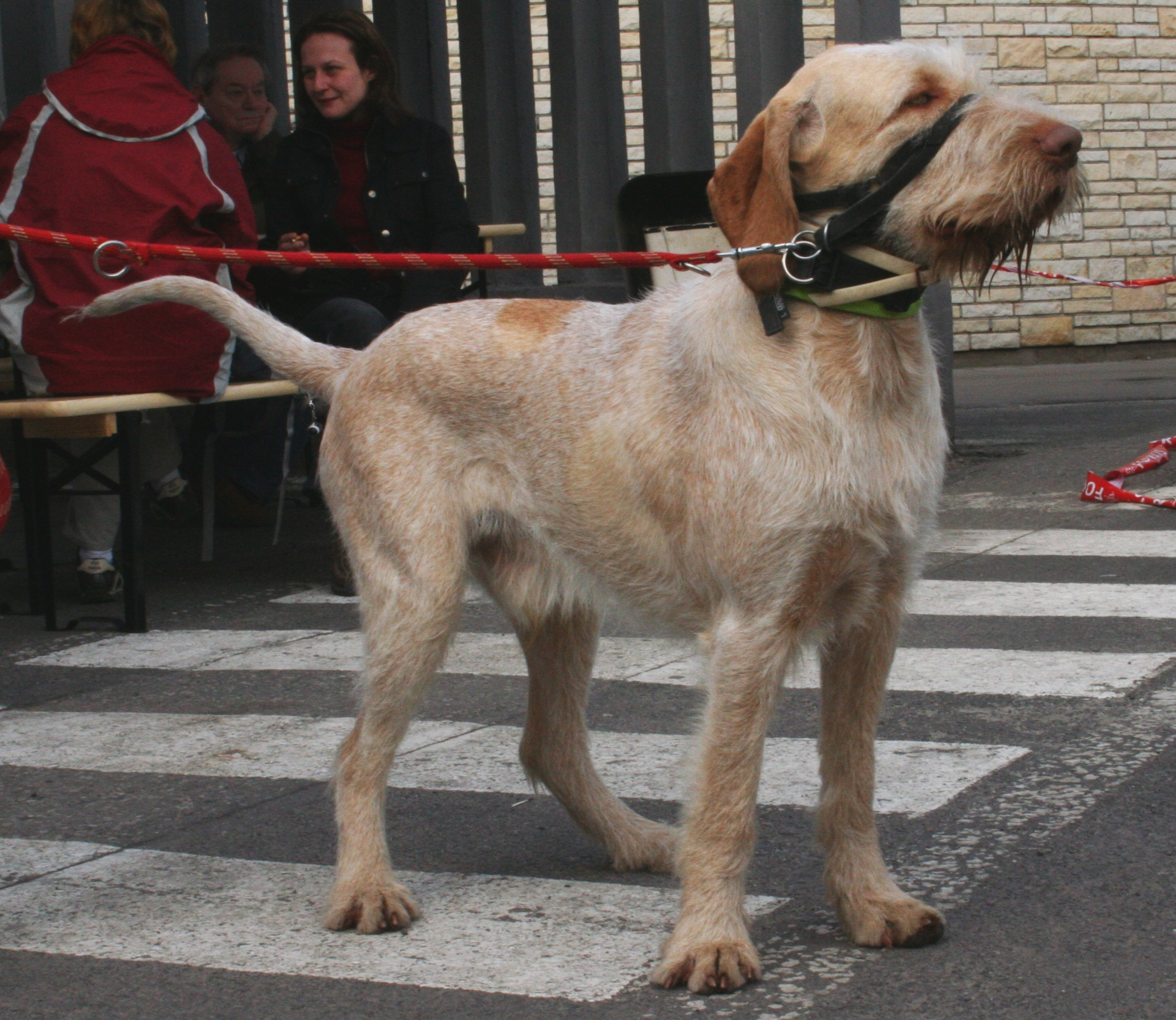
Esemplare di Spinone italiano.

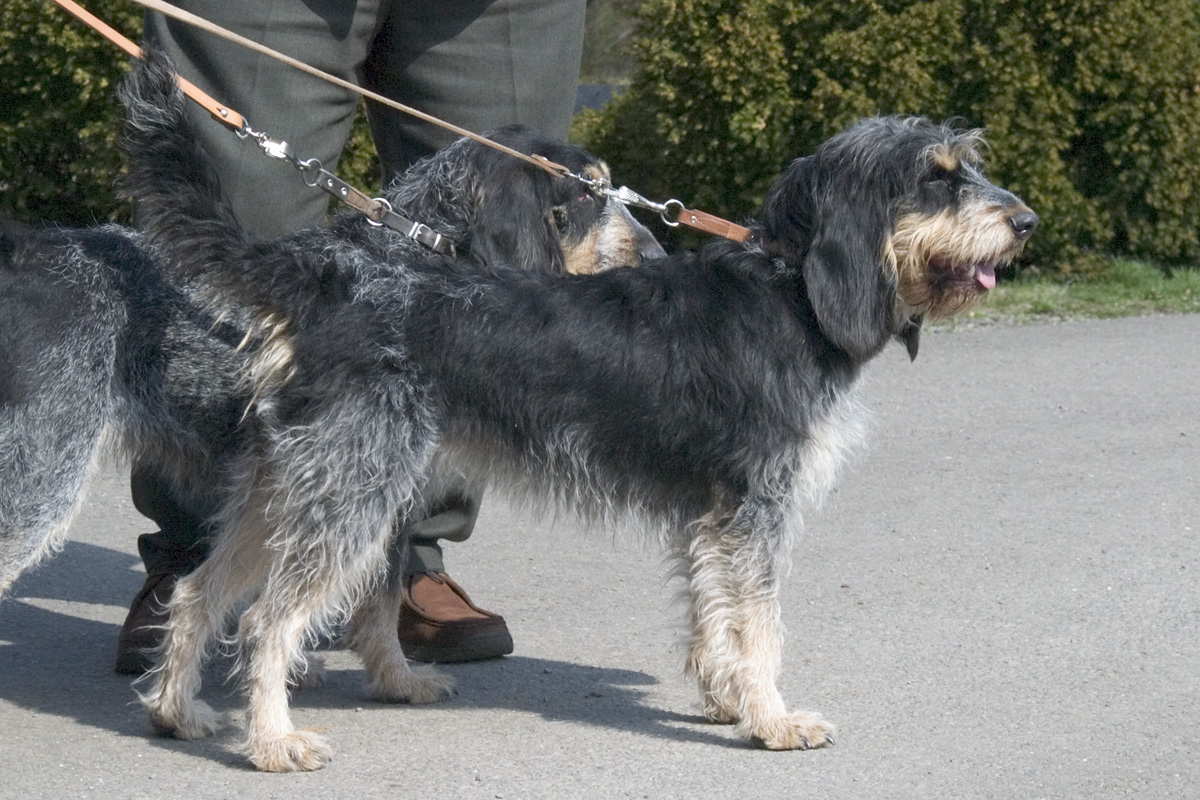
Esemplare di Griffone blu di Guascogna.

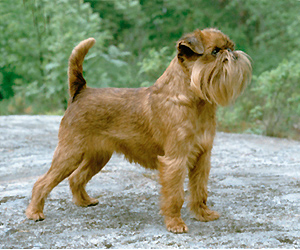
Esemplare di Griffone di Bruxelles.

Griffone, più raramente Grifone, è una razza canina di origini europee affine allo Spinone ma di dimensioni minori. Attualmente selezionati in Francia e Paesi Bassi come cani da ferma (razze canine, gruppo 7) e cani da pista (razze canine, gruppo 6), hanno avuto origine nell'Antichità.
Dai Griffoni sono stati selezionati anche cani da caccia di piccole dimensioni ora utilizzati come cani da compagnia dalla FCI.

## Storia
Nel corso del Medioevo, il termine "griffone" (griffon in lingua francese, derivato dal latino gryphus) era utilizzato per identificare tutti i cani da caccia a pelo duro onde meglio distinguerli dagli altri cani da ferma con mantelli diversi. Il vocabolo iniziò ad identificare una razza specifica, il Grande Griffone di Vandea, solo nel corso del XVI secolo.

## Razze
Le principali razze di Griffone sono:
- Griffoni da ferma:
  - Barbone ceco
  - Griffone a pelo duro;
  - Griffone slovacco
  - Spinone italiano[2].
- Griffoni da pista:
  - Grande Griffone di Vandea
  - Griffone blu di Guascogna;
  - Griffone del Nivernais;
  - Griffone fulvo di Bretagna;
  - Piccolo bassotto-griffone di Vandea;
  - Piccolo griffone di Vandea.
- Griffoni da compagnia:
  - Griffone di Bruxelles;
  - Griffone belga